# Cabrillanes
Cabrillanes es un municipio y lugar español de la provincia de León, en la comunidad autónoma de Castilla y León. Se encuentra en la comarca de Babia y cuenta con una población de 707 habitantes (INE 2024).

## Geografía
Limita al norte con el Principado de Asturias, concretamente con el concejo de Somiedo; al sur los municipios de Murias de Paredes y Riello; al oeste con el municipio de Villablino; y al este con el municipio de San Emiliano. Debido a su altitud, 1249 m s. n. m., se trata del municipio más alto de la provincia de León.

### Localidades del municipio
Además de la capital, el municipio incluye otras 13 localidades:
- La Cueta
- Huergas de Babia
- Lago de Babia
- Mena de Babia
- Meroy
- Las Murias
- Peñalba de Cilleros
- Piedrafita de Babia
- Quintanilla de Babia
- La Riera de Babia
- San Félix de Arce
- Torre de Babia
- Vega de Viejos

## Demografía
Cuenta con una población de 707 habitantes (INE 2024).
| Gráfica de evolución demográfica de Cabrillanes entre 1842 y 2021                                                     |
| |
| Población de derecho según los censos de población del INE. Población de hecho según los censos de población del INE. |

## Economía
Explotación minera de Minero Siderúrgica de Ponferrada. Explotaciones ya cerradas, Mina Mora, Explotaciones Mineras de Caboalles, Minera Ordoño, Santa Bárbara, Alemana de Minas, Hullas La Mora, Industrial Carfema.

## Comunicaciones
Debido a su ubicación de alta montaña es un municipio que tradicionalmente ha contado con muy malas comunicaciones, en la actualidad esto no ha cambiado excesivamente y la única carretera que lo comunica con el resto de la provincia de León es la autonómica CL-626, estando a más de media hora de la vía de alta capacidad más próxima, la autopista Ruta de la Plata. Del entronque con la CL-626 dentro de Piedrafita de Babia surge la carretera LE-495 que une el municipio con Asturias, a través del puerto de Somiedo.

## Lingüística

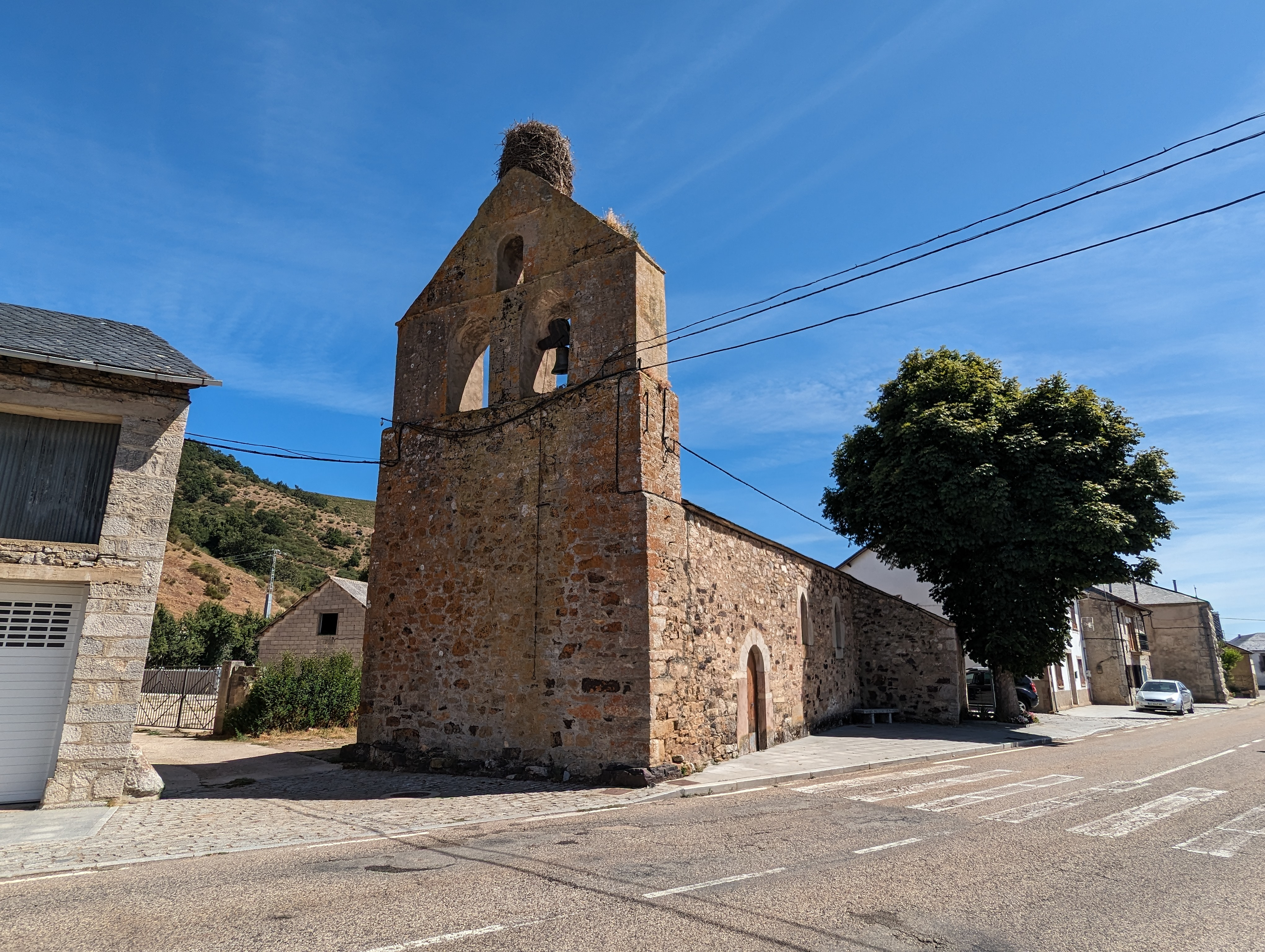
Iglesia de El Salvador

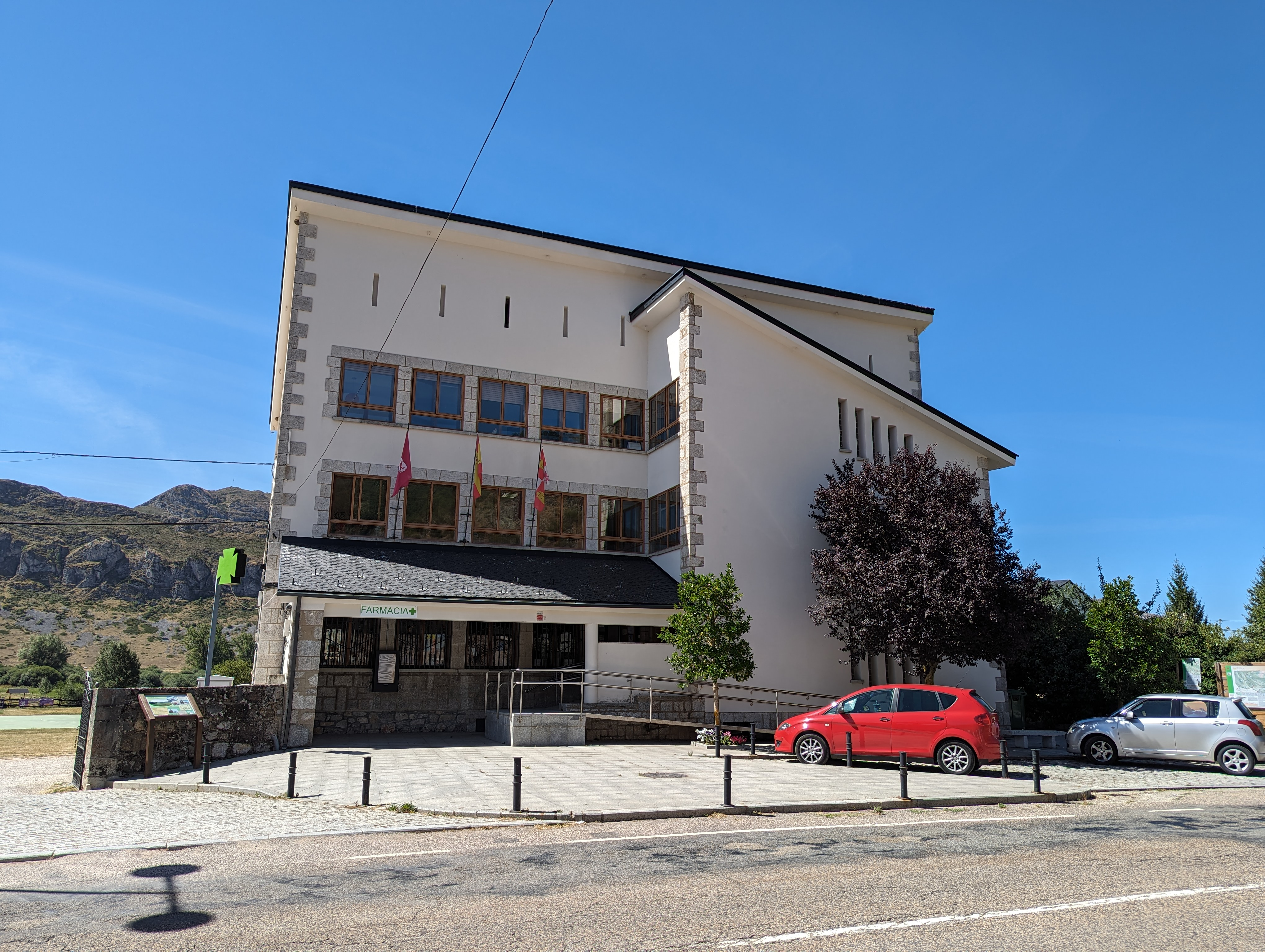
Casa consistorial

El leonés es la lengua propia del territorio, con una importante presencia tanto en el uso a nivel oral como en la producción bibliográfica.
Las formas tradicionales de las localidades de Cabrillanes son:
- Cabrichanes
- La Cueta
- Guergas
- Tsáu
- Mena
- Meirói
- Las Murias
- Penalba
- Piedrafita
- Quintanietsa
- La Riera
- San Félix
- Torre
- La Veiga de Viechus